# Os Bons Tempos Voltaram: Vamos Gozar Outra Vez
Os Bons Tempos Voltaram - Vamos Gozar Outra Vez é um filme brasileiro de 1985, do gênero comédia , em dois episódios (Sábado quente e Primeiro de abril), dirigidos por Ivan Cardoso e John Herbert, respectivamente. O primeiro episódio passa-se no Rio de Janeiro dos anos 1950; o segundo, de caráter mais político, tem lugar durante o Golpe de 1964, no Brasil.

## Enredo

### Sábado quente
O primeiro episódio conta a história de uma jovem chamada Soninha (Carla Camurati), que finge estar doente, para não viajar com uma família e copular pela primeira vez na vida com o namorado Mário (Paulo César Grande), que não quer se envolver em um intercurso sexual com ela pois diz ter muito respeito por seu pai, o Coronel (José Lewgoy). Depois de descobrir que ele tem uma amante, Soninha vaga pela cidade até encontrar Bruno (Alexandre Frota). Bruno oferece-lhe carona sem ela saber que o seu próprio primo, Bilu (Pedro Cardoso), está no porta-malas do carro.
Enquanto isso, Mário vai à casa de Soninha para tentar convencê-la a reatar o namoro, mas encontra lá a amiga da namorada, Paula (Carina Cooper), e os dois copulam na cama do coronel. Bruno e Soninha param o carro na praia para fazer sexo, mas ele não consegue ter uma ereção. Ela foge nua pela orla e Bruno finalmente deixa Bilu sair do porta-malas, sem contar o caso da prima. Bruno engana Bilu dizendo que há uma mulher na praia com quem ele já copulou e que agora envolver-se-á em intercurso sexual com o amigo.
Bilu encontra a prima, e após uma desconversa inicial, revela-lhe que sempre se masturbou pensando nela e que quer ter relações sexuais com ela. Ela o chama de tarado e inicialmente rejeita o sexo, mas, posteriormente, acaba aceitando. No final, Bilu e Soninha chegam na casa desta pela manhã e encontram Mário e Paula, que haviam tido relações sexuais durante a noite inteira. Os dois casais escondem suas relações naquela noite.

### Primeiro de abril
O segundo episódio narra o contexto de 1º de abril de 1964, enquanto o golpe de Estado era dado pelo Exército no Brasil. Após seu pai, sociólogo, ter que fugir da perseguição política, Roberta (Kátia Lopes) vai para a casa dos tios. Enquanto isso, Edinho (Marcos Frota), seu primo, recebe de presente pelo aniversário de 18 anos um carro. Depois comunicar aos tios que seu pai teve que fugir, eles vão atrás do homem para auxiliá-lo. Roberta fica na casa de Edinho junto com o avô deste, Argemiro (Dionísio Azevedo), um idoso extremamente reacionário e moralista que apoia o golpe e recebe felações sistemáticas da enfermeira.
Para confrontar o velho, Roberta tira a roupa e nada na piscina da casa. Edinho recebe um telefonema da namorada, que pergunta se vai haver festa para comemorar o aniversário e ele nega, pois seu avô não aprova. Momentos depois, Edinho, desejando a prima, vai ao quarto em que ela está e os dois copulam. Soninha (Vanessa Alves), a namorada de Edinho, chega à casa e quer lhe entregar o seu presente, que consiste em fazer sexo com o jovem. Depois de rechaçar as investidas de Soninha, Edinho a leva para a sauna da casa e os dois envolvem-se em relações sexuais. À noite, Roberta atende o telefone da casa e afirma, para um amigo de Edinho, que ele promoverá uma "festa de arromba", chamando todos os conhecidos.
Pouco depois, uma pequena multidão animada chega à casa, provocando a fúria de Argemiro, que não quer uma festa pois está a "Revolução" ocorrendo. O avô só se acalma para assistir a um pronunciamento de Carlos Lacerda na TV. Soninha suspeita que Edinho gosta de Roberta; irritada, ela joga um amigo na piscina. Soninha leva Edinho para um quarto e tenta praticar o ato sexual com o jovem, mas ele não quer. Casais começam a ter relações carnais pela casa, para o desespero de Argemiro, que só se acalma quando sua enfermeira começa a fazer um strip-tease. Já de manhã, os amigos fazem uma roda de ciranda ao redor de Argemiro no jardim da casa, que grita desesperadamente que todos são "subversivos". 
Militares armados, chamados anteriormente pelo avô, chegam ao local e prendem todos, exceto o velho, que fica vendado em sua cadeira de rodas enquanto chama pelos familiares e pelos empregados. Na cena final, Edinho, Roberta e Soninha riem, presos, sob a mira de uma arma de cano longo de um militar enquanto a canção "Help!", dos Beatles, toca ao fundo.

## Elenco

### Sábado Quente
- Carla Camurati - Soninha
- Paulo César Grande - Mário
- Alexandre Frota - Bruno
- Pedro Cardoso - Bilu
- José Lewgoy - Coronel
- Consuelo Leandro - Nena
- Carina Cooper - Paula
- Maria Gladys - Alzira
- Leiloca - Laura
- Zezé Macedo - Avó
- Andréa Beltrão - Andréa
- André Di Mauro - Almir
- Wilson Grey - Garçom
- Colé Santana - King
- João Florêncio - Aviador
- John Herbert - Fernando

### Primeiro de Abril
- Marcos Frota - Edinho
- Kátia Lopes - Roberta
- Dionísio Azevedo - Argemiro
- Vanessa Alves - Soninha
- Antônio Petrin - Armando
- Maria Luíza Castelli - Judith
- Kátia Spencer - Vânia
- Lídia Bizzochi - Enfermeira
- Taumaturgo Ferreira - Não creditado
- Vera Zimmerman - Não creditada